# متصدیان لژ ماسونی
در فراماسونری صنفی، که گاهی با نام فراماسونری لژ آبی نیز شناخته می‌شود، هر لژ ماسونی افسرانی را انتخاب یا منصب می‌کند تا وظایف ضروری اداره و فعالیت‌های لژ را انجام دهند. لیست دقیق این مناصب ممکن است در حوزه‌های قضایی مختلف لژهای بزرگ متفاوت باشد، اما برخی از اصول در همۀ آن‌ها مشترک بوده و برخی دیگر در بیشتر موارد رایج هستند.
تمام لژهای یک کشور، ایالت یا منطقۀ تحت حاکمیت یک "لژ بزرگ" قرار دارند که در حوزۀ قضایی خود مستقل است.

## قوانین عمومی و ساختار سلسله مراتبی
قوانین جهانی کمی وجود دارند که در همۀ حوزه‌های قضایی لژهای بزرگ فراماسونری مشترک باشند. با این حال، ساختار مناصب پیشرونده تقریباً در تمام لژها یکسان است. اگرچه ترتیب دقیق این مناصب ممکن است متفاوت باشد، اما معمولاً یک افسر لژ به مدت یک یا دو سال در هر منصب خدمت می‌کند و سپس به سمت بالاتر ارتقا می‌یابد تا در نهایت به مقام استاد ارجمند (Worshipful Master) برسد. علاوه بر این، برخی از مناصب به طور سنتی بخشی از مسیر پیشرفت محسوب نمی‌شوند و ممکن است برای سال‌ها توسط یک عضو مشخص اداره شوند یا مخصوص "استادان پیشین" باشند.

## نام‌گذاری و انتصاب افسران لژ
فرآیند انتخاب افسران در لژهای ماسونی، که ریشه در سنت‌های چند صد ساله دارد، در سراسر جهان به طور چشمگیری متفاوت است. با این حال، دو روش اصلی در اکثر لژها رایج است: انتخاب مبتنی بر شایستگی و روند پیشرونده.

### انتخاب بر اساس شایستگی
یک لژ ماسونی معمولاً شامل گروهی از افسران است که مسئولیت اداره و نظارت بر فعالیت‌های لژ را بر عهده دارند. بالاترین مقام، که استاد ارجمند نام دارد، نقش کلیدی در این ساختار ایفا می‌کند. در لژهایی که از سیستم انتصاب مبتنی بر شایستگی پیروی می‌کنند، اعضا می‌توانند تمایل خود را برای تصدی یک مقام خاص در سال آینده اعلام کنند. سپس استاد ارجمند این درخواست‌ها را بررسی کرده و بر اساس معیارهایی مانند تعهد، دانش، تجربه و سوابق خدمت، تصمیم به انتخاب افراد می‌گیرد.
مناصب اصلی یک لژ ماسونی (غیر از استاد ارجمند) معمولاً شامل موارد زیر هستند:
- سرپرست ارشد (Senior Warden)؛
- سرپرست کوچک (Junior Warden)؛
- خزانه‌دار (Treasurer)؛
- دبیر (Secretary)؛
- نایب ارشد (Senior Deacon)؛
- نایب کوچک (Junior Deacon).

این افراد با همکاری یکدیگر تضمین می‌کنند که آیین‌ها و فعالیت‌های لژ به درستی انجام شوند.

### مناصب پیشرونده
مناصب پیشرونده به مجموعه‌ای از مناصب در لژ گفته می‌شود که به صورت سلسله مراتبی قرار گرفته‌اند و در نهایت به مقام استاد ارجمند ختم می‌شوند. در حالت ایده‌آل، یک ماسون از پایین‌ترین رتبه شروع کرده و هر سال به مقام بالاتر ارتقا می‌یابد. این سلسله مراتب معمولاً شامل:
1. نایب کوچک (Junior Deacon)؛
2. نایب ارشد (Senior Deacon)؛
3. سرپرست کوچک (Junior Warden)؛
4. سرپرست ارشد (Senior Warden)؛
5. استاد ارجمند (Worshipful Master).

البته این سیستم در همۀ لژها رعایت نمی‌شود. این روش عمدتاً در ایالات متحده رایج است.

## مناصب رایج در تمام لژهای ماسونی

نماد استاد ارجمند

### استاد ارجمند (Worshipful Master)
بالاترین مقام در یک لژ ماسونی، استاد ارجمند است که در بخش شرقی اتاق لژ قرار گرفته و تمامی جلسات را اداره می‌کند. وی دارای اختیارات قابل‌توجهی است و بر آیین‌ها و مراسم نظارت دارد.
این مقام سالانه و از طریق رأی‌گیری مخفی انتخاب می‌شود. اکثر حوزه‌های قضایی فقط افرادی را واجد شرایط می‌دانند که قبلاً در منصب "سرپرست ارشد" خدمت کرده باشند. پس از پایان دوره، استاد ارجمند سابق، به عنوان "استاد پیشین" (Past Master) شناخته می‌شود.

نماد استاد پیشین

معادل این مقام در لژهای بزرگ، "استاد بزرگ" (Grand Master) است که دارای اختیارات ویژه در تمام لژهای تحت قلمرو خود می‌باشد. او معمولاً با عنوان "ارجمندترین استاد" (Most Worshipful) یا در ایالت پنسیلوانیا "ارجمند راستین" (Right Worshipful) خطاب می‌شود.

نماد سرپرست ارشد

### سرپرست ارشد (Senior Warden)
این مقام که به عنوان دستیار اصلی استاد ارجمند شناخته می‌شود، در غیاب وی ممکن است جلسه را اداره کند. در برخی لژها، انتظار می‌رود سرپرست ارشد، استاد ارجمند بعدی باشد. در برخی حوزه‌ها، این منصب انتخابی است و در برخی دیگر توسط استاد ارجمند منصوب می‌شود.

نماد سرپرست کوچک

### سرپرست کوچک (Junior Warden)
این مقام مسئول نظارت بر اوقات استراحت و پذیرایی در لژ است. در برخی حوزه‌ها، وظیفۀ بررسی اعتبار بازدیدکنندگان ماسونی نیز بر عهدۀ وی است.

نماد خزانه‌دار

### خزانه‌دار (Treasurer)
وظایف وی شامل حسابداری، جمع‌آوری حق عضویت، پرداخت قبوض و ارسال حق عضویت سالانه به لژ بزرگ است.

نماد دبیر

### دبیر (Secretary)
مسئول ثبت و ضبط جلسات، ارسال اطلاعیه‌ها و تهیۀ گزارش‌های آماری برای لژ بزرگ است. این منصب اغلب توسط افراد با تجربه‌ای که سال‌ها در لژ حضور داشته‌اند، اشغال می‌شود.

نماد سرپرستان

### سرپرستان (Stewards)
سرپرستان نقش‌های کمکی متعددی را ایفا می‌کنند. حتی در یک حوزۀ قضایی یکسان، وظایف دقیق آن‌ها می‌تواند متفاوت باشد. برخی از وظایف رایج آن‌ها شامل موارد زیر است:
- سرپرستان معمولاً نقش دستیار را دارند و در غیاب "نایب ارشد" و یا "نایب کوچک" جای آن‌ها را پر می‌کنند.

- هنگام برگزاری مراسم درجات، یک یا چند سرپرست ممکن است به دو نایب در هدایت نامزدها در معبد کمک کنند.

در بسیاری از حوزه‌های قضایی، سرپرستان وظیفۀ سرو کردن شراب در ضیافت پس از جلسه لژ را بر عهده دارند و معمولاً مسئولیت نظارت و برنامه‌ریزی پذیرایی را نیز بر عهده می‌گیرند.
در برخی حوزه‌های قضایی، هر لژ دارای دو سرپرست با عناوین "سرپرست ارشد" و "سرپرست کوچک" است. در سایر موارد "استاد ارجمند" می‌تواند بسته به اندازه و نیازهای لژ، هر تعداد سرپرست را منصوب کند که این امر باعث منحصر به فرد شدن این مقام می‌شود.

نماد شماس ارشد

نماد شماس کوچک

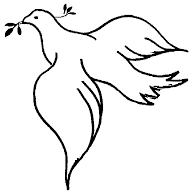
نماد شماس (برای هر دو)

### شماس (Deacons)
شماس یک مقام پایین رتبه در لژ است. در بیشتر حوزه‌های قضایی، هر لژ دو شماس دارد که با عنوان "شماس ارشد" و "شماس کوچک" شناخته می‌شوند.
وظایف اصلی "شماس ارشد" شامل هدایت نامزدها در لژ و صحبت به نمایندگی از آن‌ها در برخی مراسم‌ها، خدمت به "استاد ارجمند" و رساندن دستورات او به "نگهبان ارشد" است.
وظایف "شماس کوچک" مشابه شماس ارشد است اما او دستورات "نگهبان ارشد" را به "نگهبان کوچک" منتقل می‌کند. در برخی حوزه‌های قضایی، وظیفۀ حفاظت از درب داخلی لژ و اطمینان از بسته بودن آن نیز به عهده شماس کوچک است.

نماد نگهبان بیرونی

### نگهبان بیرونی (Tyler) و نگهبان داخلی (Inner Guard)
نگهبانی بیرونی که گاهی "Tiler" نیز نوشته می‌شود، همچنین با عنوان "نگهبان خارجی" شناخته می‌شود. وظیفۀ او حفاظت از درب لژ از بیرون با شمشیر کشیده و اطمینان از ورود تنها افراد واجد شرایط به جلسۀ لژ است. در برخی حوزه‌ها، او مسئول آماده‌سازی نامزدها برای ورود به لژ نیز می‌باشد.
نگهبان داخلی در لژهای بریتانیا مقام اجباری است، اما در لژهای آمریکایی نادر است. همچنین این مقام در لژهای استرالیا و نیوزلند وجود دارد. این موقعیت معمولاً به یک عضو تازه وارد داده می‌شود، زیرا فرصتی برای آشنایی با سایر اعضا و یادگیری تشریفات فراهم می‌کند.

نماد کشیش

### کشیش (Chaplain)
در اکثر حوزه‌های ماسونی، هر لژ دارای یک "کشیش" است. وظیفۀ اصلی کشیش، قرائت دعا قبل و بعد از جلسات لژ و گفتن دعای سفره در هنگام صرف غذا است. در بسیاری از لژها، این مقام به یک روحانی (کشیش، خاخام، امام و...) که عضو لژ است، واگذار می‌شود.

### مدیر مراسم (Director of Ceremonies/ Ritualist/Ritual Director/Master of Ceremonies)
در "لژ بزرگ متحد انگلستان"، این مقام با عنوان "مدیر مراسم" شناخته می‌شود، اما در حوزه‌های دیگر، نام‌هایی مانند "مدیر آیین"، "استاد تشریفات" و "مدیر تشریفات" نیز رایج است.
وظیفۀ مدیر مراسم، هدایت تشریفات و اطمینان از اجرای روان آیین‌هاست. او ممکن است تمریناتی را برای اعضای لژ برگزار کند و به افسرانی که متون خود را فراموش کرده‌اند، کمک کند. 

نماد مارشال

### مارشال (Marshall)
این سمت در ایالات متحدۀ آمریکا رایج است، اما در بسیاری از کشورهای دیگر چنین نیست. در برخی حوزه‌ها، این عنوان صرفاً معادلی برای "مدیر تشریفات" محسوب می‌شود.
با این حال، در برخی حوزه‌های قضایی، مارشال سمتی جداگانه و متمایز دارد. در چنین مواردی، وظایف او با شامل سازمان‌دهی مراسم، اطمینان از رعایت ترتیب و تشریفات رسمی، و معرفی مهمانان به لژ است. این وظایف با نقش "مدیر تشریفات" که مسئول نظارت بر اجرای مناسک و مراسم درجه‌های لژ است، تفاوت دارد.
در بسیاری از حوزه‌های ایالات متحده، مارشال مسئول اجرای مراسم پرچم، از جملۀ نصب پرچم، هدایت سوگند وفاداری و پایین آوردن پرچم در پایان مراسم است. در لژهایی که از پرچم کشورهای دیگر نیز در کنار پرچم آمریکا استفاده می‌شود، مارشال باید برگزاری مراسم مشابهی را برای آن پرچم‌ها بر عهده یک از اعضای لژ بگذارد.

### مسئولان تشریفات (Master of Banquets)
در برخی لژها، سمت‌های "مسئول تشریفات ارشد" و مسئول تشریفات تازه‌کار" وجود دارد. وظیفه اصلی آن‌ها آماده‌سازی نامزدها برای دریافت هر یک از سه درجه ماسونی و هدایت آن‌ها در طول مراسم درجه‌بندی است.
این مسئولان همچنین در مواقع خاص، طبق نظر "استاد ارجمند" (Worshipful Master)، وظیفه حفظ نظم را بر عهده دارند. در برخی لژها، آن‌ها وظیفه پاسخ‌گویی به درخواست‌های ورود به اتاق آماده‌سازی، اتاق بررسی و درهای خارجی را نیز دارند.
در برخی از آیین‌های فراماسونری در قاره اروپا، این عنوان به جای "مدیر تشریفات" به کار می‌رود، اما وظایف مشابهی را بر عهده دارد. در چنین مواردی، "دیاکن" (Deacon) وظایف مسئول تشریفات را انجام می‌دهد.

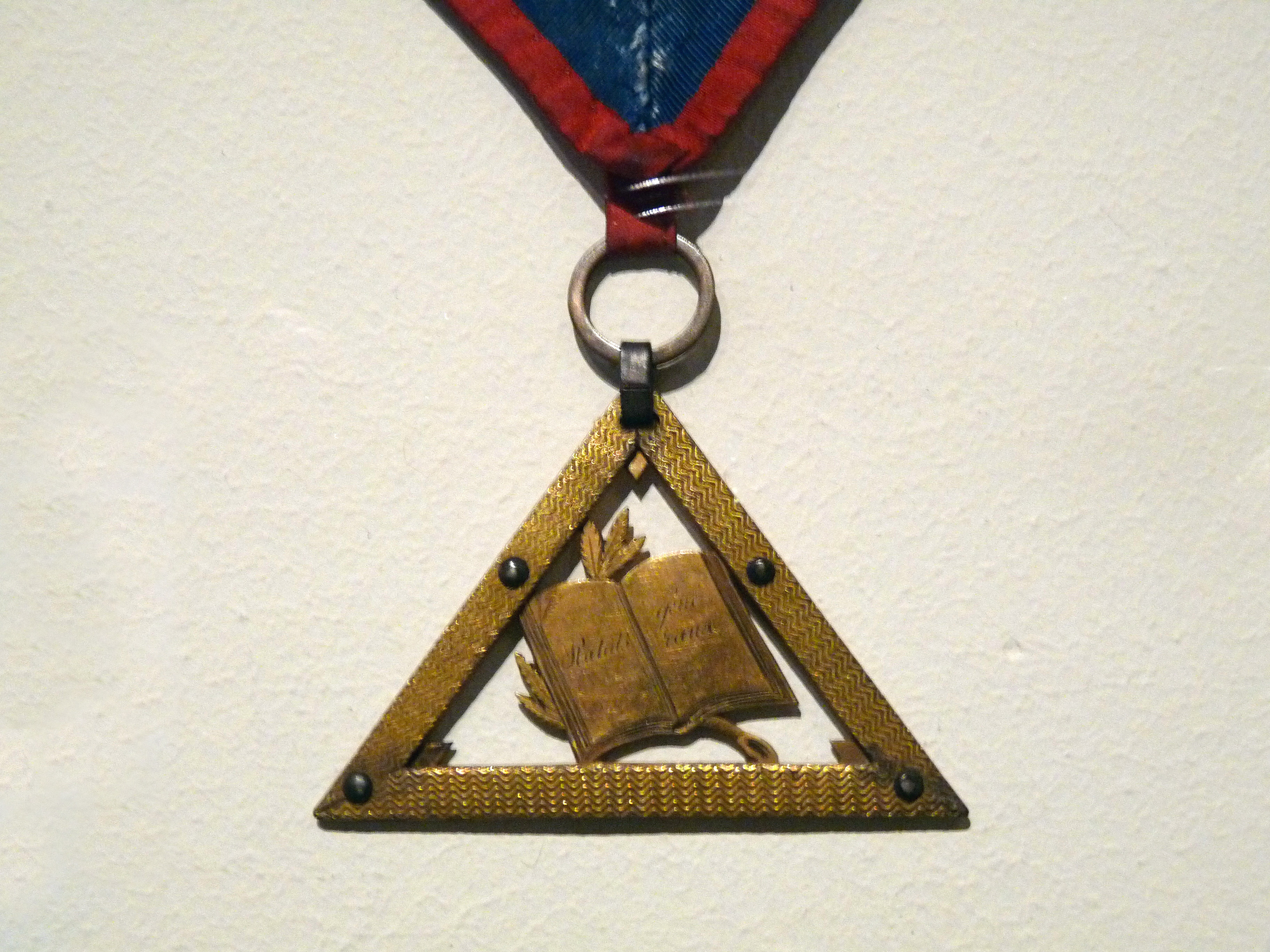
نماد سخنران

### سخنران (Orator)
سخنران یکی از جایگاه‌های معتبر در لژ فراماسونری است که معمولاً به یک "استاد ارجمند سابق" یا عضوی با تجربه اختصاص داده می‌شود. او نقش مهمی در حفظ قوانین و سنت‌های ماسونی ایفا کرده و مسئول ارائه سخنرانی در جلسات و مناسبت‌های مختلف لژ است.
از وظایف اصلی سخنران می‌توان به خوشامدگویی به اعضای جدید، انجام تحقیقات ماسونی، مدیریت بحث‌ها، نظارت بر انسجام جلسات، و ارائه راهنمایی‌های اخلاقی به سایر برادران اشاره کرد. این سمت معمولاً به افراد با تجربه و دانش وسیع در زمینه ماسونری سپرده می‌شود.
در برخی لژهای اروپایی مانند آلمان، اتریش و فرانسه، سخنران (Redner) به عنوان مشاور حقوقی لژ عمل می‌کند و مسئولیت اجرای قوانین و اساسنامه را بر عهده دارد. او همچنین نقش دادستان را در رسیدگی به تخلفات ماسونی ایفا می‌کند. این سمت از نظر رتبه‌بندی، بلافاصله پس از "استاد ارجمند" و معاون او قرار دارد و نشان سمتی او کتاب قوانین است.
این سمت ریشه در دوران سنگ‌تراشان عملی قرون وسطی دارد. در آن زمان، فردی به نام "Parlierer" از میان اعضای ارشد به عنوان نماینده گروه انتخاب می‌شد، در حالی که استاد لژ توسط صاحب کارگاه منصوب می‌شد.
"سخنران اعظم" نیز عنوان مشابهی است که در لژهای بزرگ (Grand Lodge) به کار می‌رود.

### استاد ارجمند پیشین (Immediate Past Master)
"استاد ارجمند پیشین" یا "استاد جوان پیشین" (Junior Past Master) به آخرین فردی که سمت "استاد ارجمند" را بر عهده داشته اطلاق می‌شود. در برخی حوزه‌های ماسونی، این سمت به‌طور رسمی جزو افسران لژ محسوب نمی‌شود، اما در برخی دیگر وظایف خاصی دارد.
برای مثال، در "لژ بزرگ متحد انگلستان"، این شخص نقش تشریفاتی در آغاز و پایان جلسات دارد و در صورت غیاب یا فوت استاد ارجمند، به عنوان جانشین موقت او عمل می‌کند.